# نيشان الاستحقاق العسكري (روسيا)

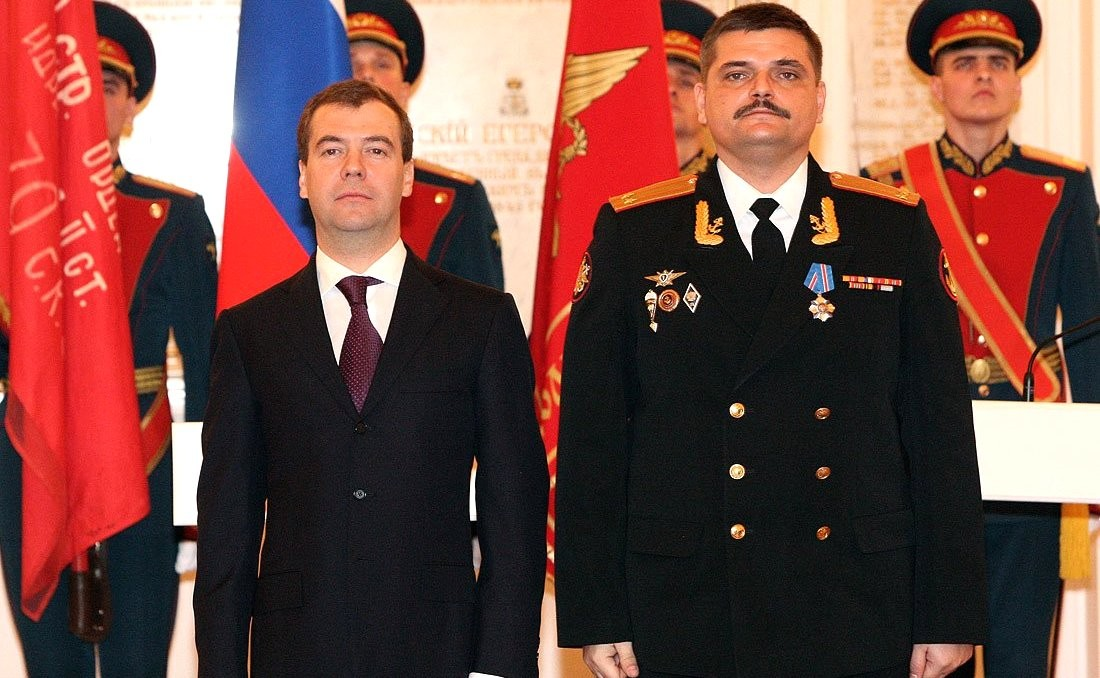
حصل الكابتن من الدرجة الثانية أوليج كوفاليف على وسام "الاستحقاق العسكري" من الرئيس ديمتري ميدفيديف في 19 ديسمبر 2010. (الصورة www.kremlin.ru)

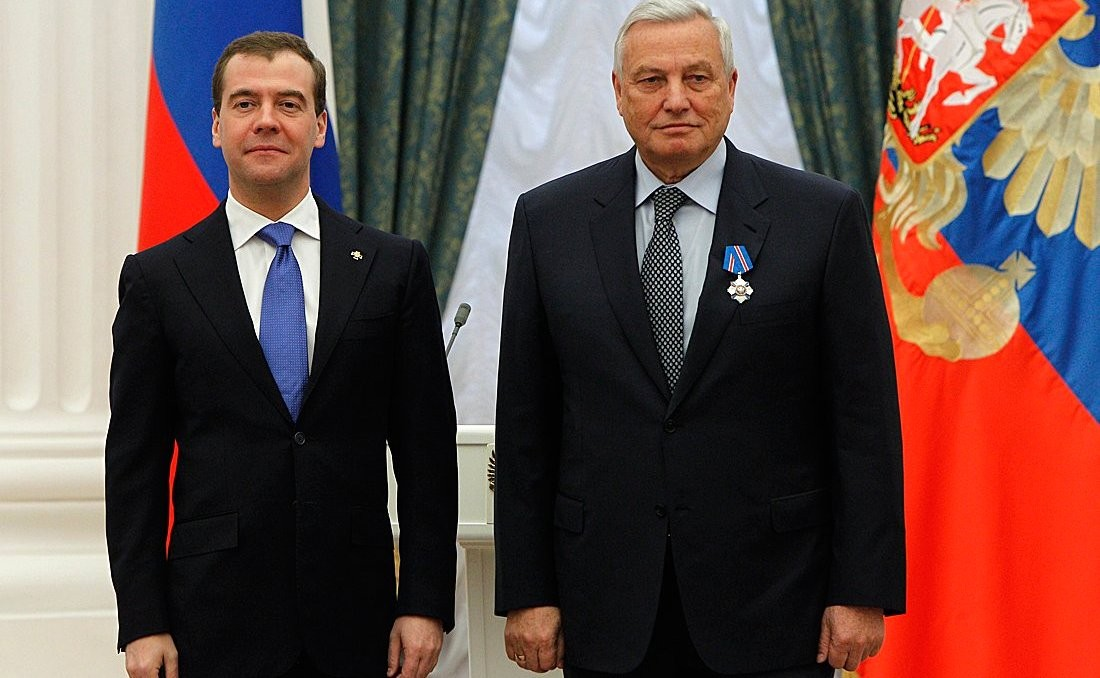
حصل فيكتور تياتينكين ، المدير التنفيذي وكبير المصممين في جمعية الإنتاج والتصميم ، على وسام "الاستحقاق العسكري" من الرئيس ديمتري ميدفيديف في 3 مايو 2012. (الصورة www.kremlin.ru)

وسام الاستحقاق العسكري ((بالروسية: Орден «За военные заслуги»)‏) هو وسام عسكري من الاتحاد الروسي تم إنشاؤه بموجب المرسوم الرئاسي رقم 442 الصادر في 2 مارس 1994  لمكافأة التفوق العسكري. تم تعديل قانونها الأساسي ثلاث مرات،
أولاً في 6 يناير 1999 بموجب المرسوم № 19،  ثم في 7 سبتمبر 2010 بموجب المرسوم № 1099  الذي حدث نظام الجوائز الروسي بأكمله وأخيراً في 16 ديسمبر 2011 من قبل الرئيس مرسوم № 1631.

## نظام الجائزة
يُمنح وسام «الاستحقاق العسكري» للأفراد العسكريين لأداء مثالي لواجبات عسكرية، من أجل الاستعداد القتالي العالي لضمان الدفاع عن روسيا؛ للأداء الشخصي العالي في التدريب المهني والمهني، للشجاعة والتفاني اللذين يظهران أثناء أداء الواجبات العسكرية في سياق أهداف التدريب القتالي أو القتال؛ للشجاعة والشجاعة التي تظهر في أداء الواجبات العسكرية؛ لجدارة في تعزيز التعاون العسكري مع الدول الصديقة.
يجب أن يكون لدى كل من المستلم المقصود والشخص الذي يوصي بالجائزة 20 عامًا على الأقل من الخدمة. 
يجوز منح وسام «الاستحقاق العسكري» لموظفي المجمع الصناعي العسكري في الاتحاد الروسي، أو المنظمات العلمية والبحثية أو الوكالات الحكومية: لخدمات التصميم والتصنيع والتكليف بالمعدات والأسلحة العسكرية الحديثة؛ للمساهمات الشخصية في سياسات الدفاع الوطني، وتطوير العلوم العسكرية، وتعزيز الدفاع الوطني وتعزيز التعاون العسكري التقني بين الدول. 
يمكن أيضًا منح الأمر للمواطنين الأجانب من بين أفراد القوات المسلحة للدول الأجنبية الحليفة: للاستحقاق في تعزيز التعاون العسكري مع روسيا وتنظيم مناورات عسكرية مشتركة أثناء التدريبات العسكرية. 
يتم وضع وسام «الاستحقاق العسكري» على الجانب الأيسر من الصدر وعندما يكون في وجود أوامر وميداليات أخرى من الاتحاد الروسي، يتم وضعه مباشرة بعد وسام الشجاعة. يجوز ارتداء وردة بألوان شريط الأمر على الملابس المدنية. 

## وصف الجائزة
وسام الاستحقاق العسكري هو 40 مليمتر (1.6 بوصة) فضية عريضة ونجمة ثمانية مدببة مطلية بالمينا. طُليت النقاط القطرية الأربعة للنجم بالمينا بالألوان الوطنية لروسيا، الأبيض والأزرق والأحمر. وجه الوجه ذو ميدالية مركزية مطلية بالمينا باللون الأحمر مع شعار الدولة الفضي لروسيا في المنتصف. يحيط بالميدالية شريط فضي عليه إكليل غار (بالروسية: «ЗА ВОЕННЫЕ ЗАСЛУГИ»)‏) بعد محيطه الخارجي في النصف العلوي. يحمل العكس البسيط الرقم التسلسلي للجائزة في الأسفل. 
يتم تعليق الأمر «من أجل الاستحقاق العسكري» بحلقة عبر حلقة تعليق الجائزة إلى حامل خماسي روسي قياسي مغطى 24 مليمتر (0.94 بوصة) شريط مموج من الحرير الأزرق عريض 4 مليمتر (0.16 بوصة) شريط مركزي أحمر عريض يحده 1 مليمتر (0.039 بوصة) خطوط بيضاء واسعة. 

## المستلمون البارزون (قائمة جزئية)
الأفراد أدناه حصلوا على وسام «الاستحقاق العسكري».
- رائد الفضاء، اللواء فلاديمير فاسيلييفيتش كوفاليونوك
- رائد الفضاء، العقيد جينادي ميخائيلوفيتش ماناكوف
- الجنرال في الجيش نيكولاي بلاتونوفيتش باتروشيف
- أميرال الأسطول فلاديمير فاسيليفيتش ماسورين
- مشير الاتحاد السوفياتي فيكتور جورجييفيتش كوليكوف
- الأدميرال، قائد أسطول البلطيق السابق فلاديمير جريجورفيتش إيجوروف
- الكولونيل جنرال جينادي نيكولايفيتش تروشيف
- جنرال الجيش فيكتور جيرمانوفيتش كازانتسيف
- جنرال الجيش يوري نيكولايفيتش بالويفسكي
- الأسطول الأدميرال فلاديمير إيفانوفيتش كورويدوف
- الأسطول الأدميرال فيليكس نيكولايفيتش جروموف
- مشير الاتحاد الروسي إيغور سيرجييف
- جنرال الجيش ألكسندر إيفانوفيتش بارانوف
- جنرال الجيش نيكولاي دميترييفيتش كوفاليوف
- جنرال الجيش الكسندر فاسيليفيتش بورتنيكوف
- جنرال الجيش فالنتين فلاديميروفيتش كورابيلنيكوف
- الأدميرال نيكولاي ميخائيلوفيتش ماكسيموف
- الأدميرال ألكسندر ميخائيلوفيتش نوساتوف
- الأدميرال فلاديمير سيرجيفيتش فيسوتسكي
- جنرال الجيش فلاديمير ماغوميدوفيتش سيميونوف
- العقيد الجنرال الكسندر نيكولايفيتش زيلين
- العقيد أناتولي ألكسيفيتش نوغوفيتسين
- جنرال الجيش نيكولاي إيجوروفيتش ماكاروف
- العقيد يونس بك باماتغيريفيتش يفكوروف
- الأدميرال أناتولي إيفانوفيتش ليبينسكي
- الأدميرال سيرجي ميخائيلوفيتش بينتشوك
- جنرال الجيش أناتولي ميخائيلوفيتش كورنوكوف
- العقيد أركادي فيكتوتوفيتش باخين
- فيكتور تياتينكين، الرئيس التنفيذي وكبير المصممين في جمعية الإنتاج والتصميم
- نائب قائد القوات المحمولة جوا اللفتنانت جنرال الكسندر جورجيفيتش زويف